# Mariä Himmelfahrt (Wolkering)

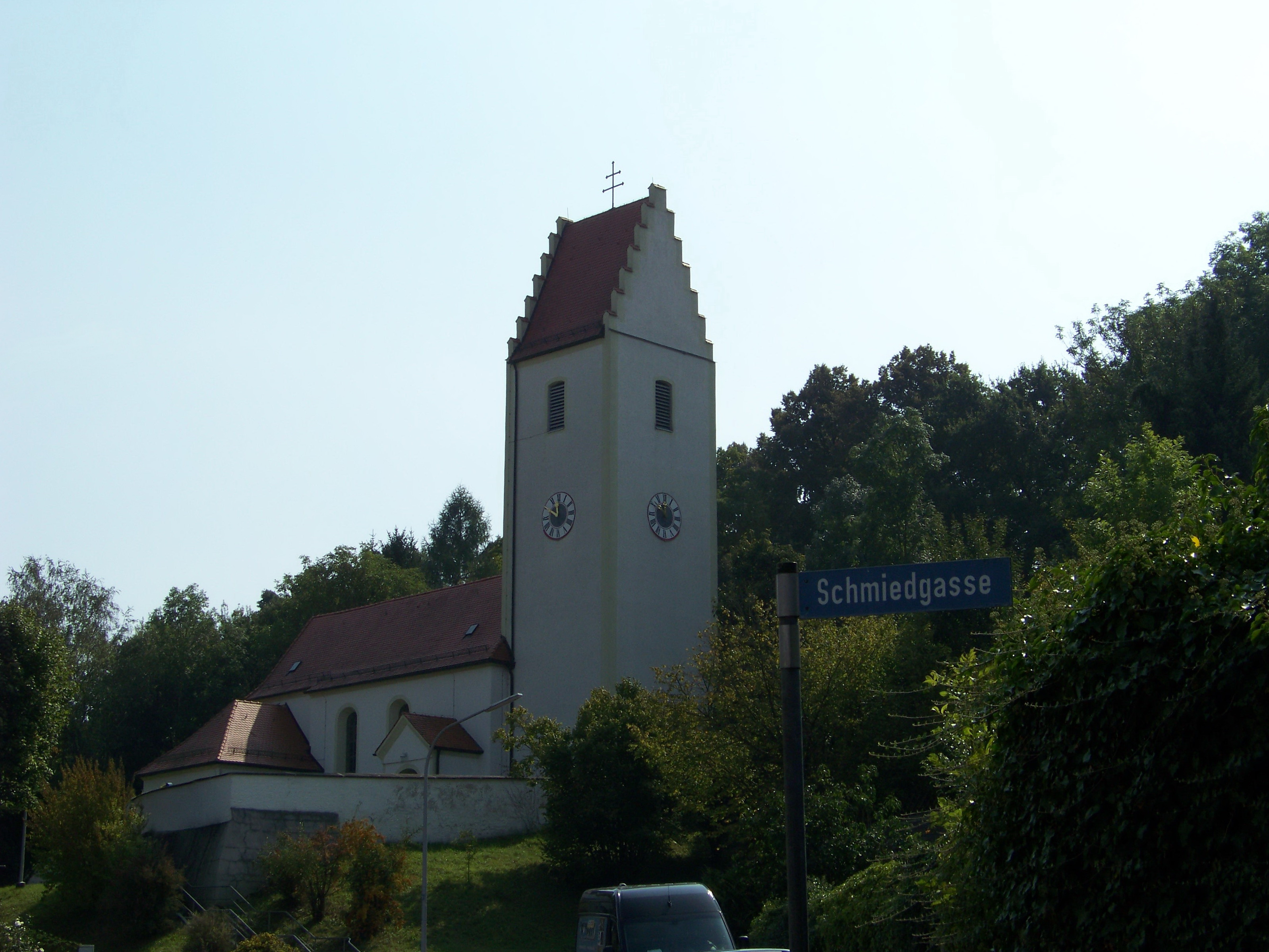
Mariä Himmelfahrt (Wolkering)

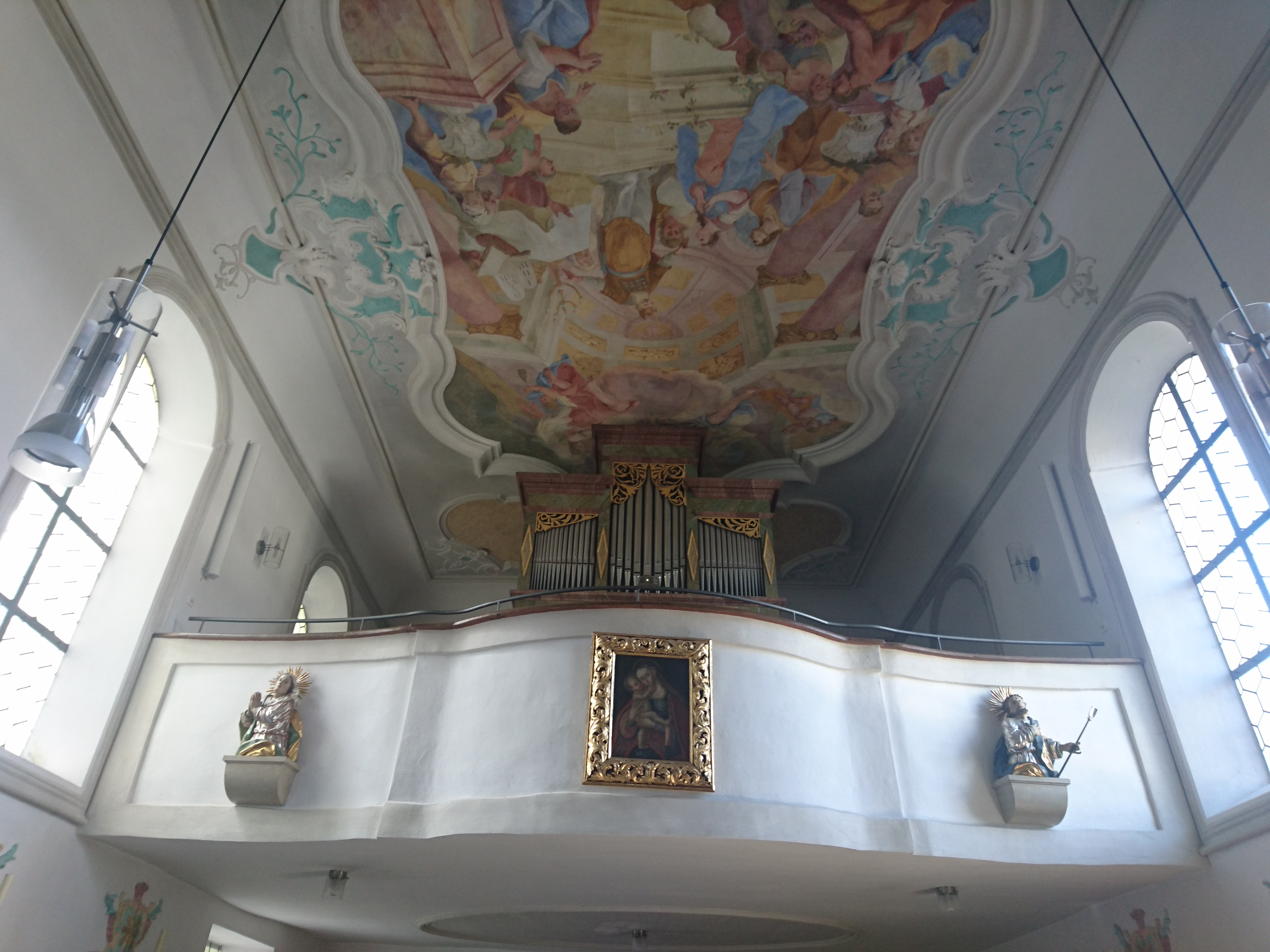
Innenraum mit Orgelempore

Die römisch-katholische, denkmalgeschützte Pfarrkirche Mariä Himmelfahrt steht in Wolkering, einem Gemeindeteil der Gemeinde Thalmassing im Landkreis Regensburg in der Oberpfalz. Die Kirche gehört zum Bistum Regensburg. Das Bauwerk ist unter der Denkmalnummer D-3-75-205-19 als Baudenkmal in die Bayerische Denkmalliste eingetragen.

## Beschreibung
Die Saalkirche wurde 1746 erbaut. Sie besteht aus einem Langhaus, das mit einem Satteldach bedeckt ist, einem eingezogenen, dreiseitig geschlossenen Chor im Osten und einem im Kern gotischen Fassadenturm im Westen, dessen oberen Geschosse die Turmuhr und den Glockenstuhl beherbergen, und der mit einem Satteldach zwischen zwei Staffelgiebeln bedeckt ist.
Die Innenräume von Langhaus und Chor sind mit Flachdecken überspannt. Die Deckenmalereien hat 1746 Otto Gebhard geschaffen. Zur Kirchenausstattung gehört ein Hochaltar, der aus der Kirche in Kittensee stammt. Die Orgel wurde 1835 von Johann Heinssen gebaut.